# Остров Прокофьева
Остров Прокофьева — пятый по площади остров Шантарского архипелага, расположенный в 7,5 км восточнее Большого Шантара. Длина острова составляет около 7 км, ширина 4—5 км, площадь 29 км². Остров открыт в 1829 году российским гидрографом Прокофием Козьминым и назван в честь директора Российско-Американской компании Ивана Прокофьева.
Входит в государственный природный заказник федерального значения «Шантарские острова»